# フランツ・クサヴァー・リヒター
フランツ・クサーヴァー・リヒター（Franz Xaver Richter, 1709年12月1日 モラヴィア ホレシャウ（ホレショフ） -  †1789年9月12日 ストラスブール）は、18世紀の作曲家。マンハイム楽派の最も重要な代表者の一人。

## 略歴
1740年から1747年まで、貴族で修道院長のアンゼルム・ライヒリン＝メルデックの宮廷（ケンプテン・イム・アルゴイに所在）に副楽長として仕官した。この頃にパリで6つの交響曲が上演される。1747年より作曲家、弦楽奏者、バス歌手として、プファルツ選帝侯カール・テオドールの名高いマンハイム宮廷楽団に所属した。1769年にルイ・ガルニエの後任としてストラスブール大聖堂の教会楽長に就任する。最晩年になると、ハイドンの高弟イグナツ・プレイエルを助手に迎えた。
リヒターの作品は、バロック音楽の様式的特徴とギャラント様式の要素が結合されている。リヒターは交響曲の始まりにとって重要なマンハイム楽派の巨匠の一人である。
著名な門人にカール・シュターミッツ、フランチシェク・クサヴェル・ポコルニー、ヨーゼフ・マルティン・クラウス、フェルディナント・フレンツェルらがいる。

## 主要な作品
- 70の交響曲
- 受難の金曜日のオラトリオ《キリストの降架 La deposizione della croce》
- 30のミサ曲
- 40のモテット
- 協奏曲
- 四重奏曲
- トリオ・ソナタ
- 理論書『和声法教程 Harmonische Belehrungen』（1809年初出版）